# Havenkabelbaan van Barcelona
De Havenkabelbaan van Barcelona (Catalaans: Telefèric del Port) is een kabelbaan in de Spaanse stad Barcelona. De kabelbaan steekt Port Vell over, het oudste deel van de haven van Barcelona.

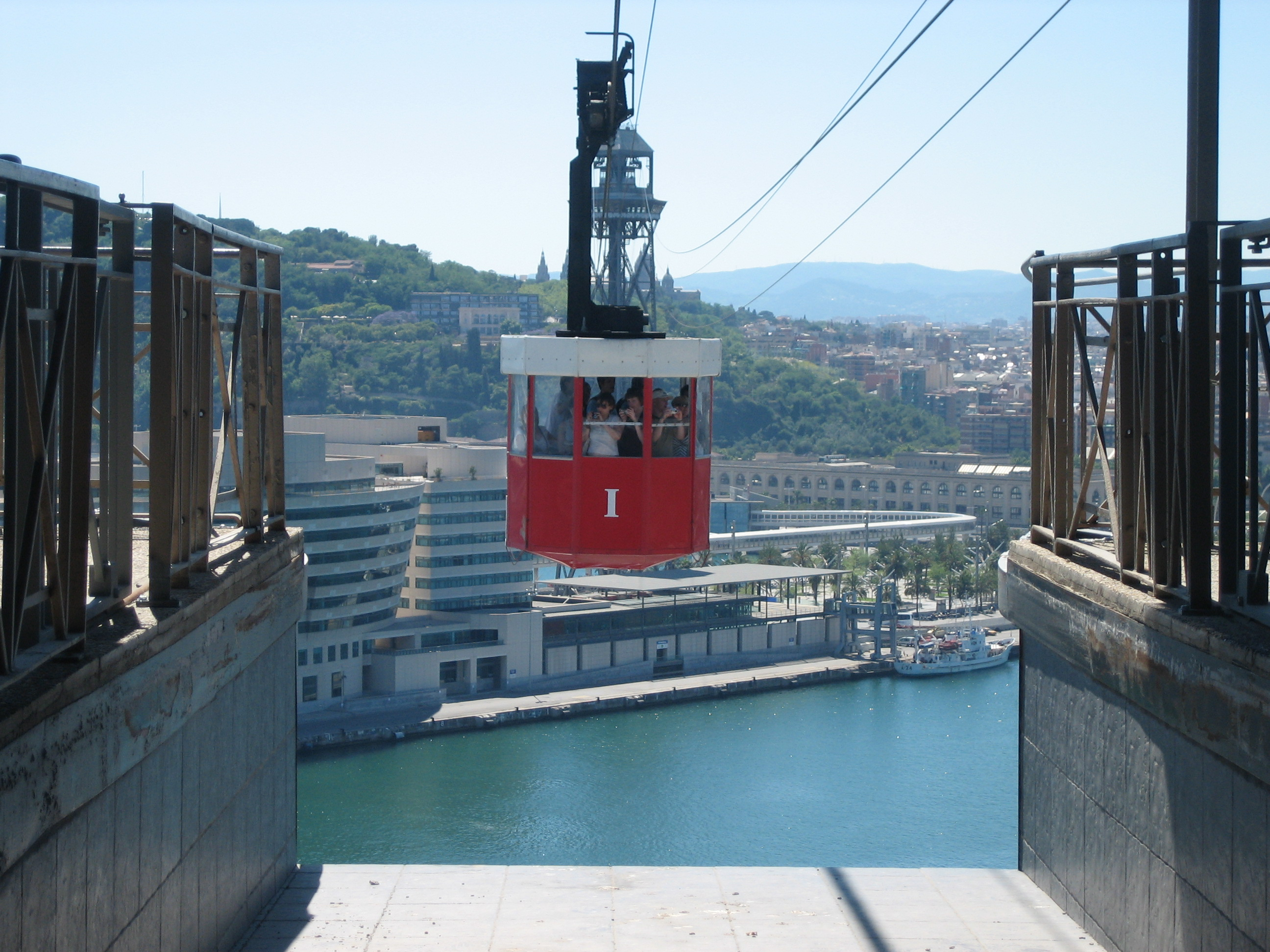
Een cabine komt aan in de Torre Sant Sebastià

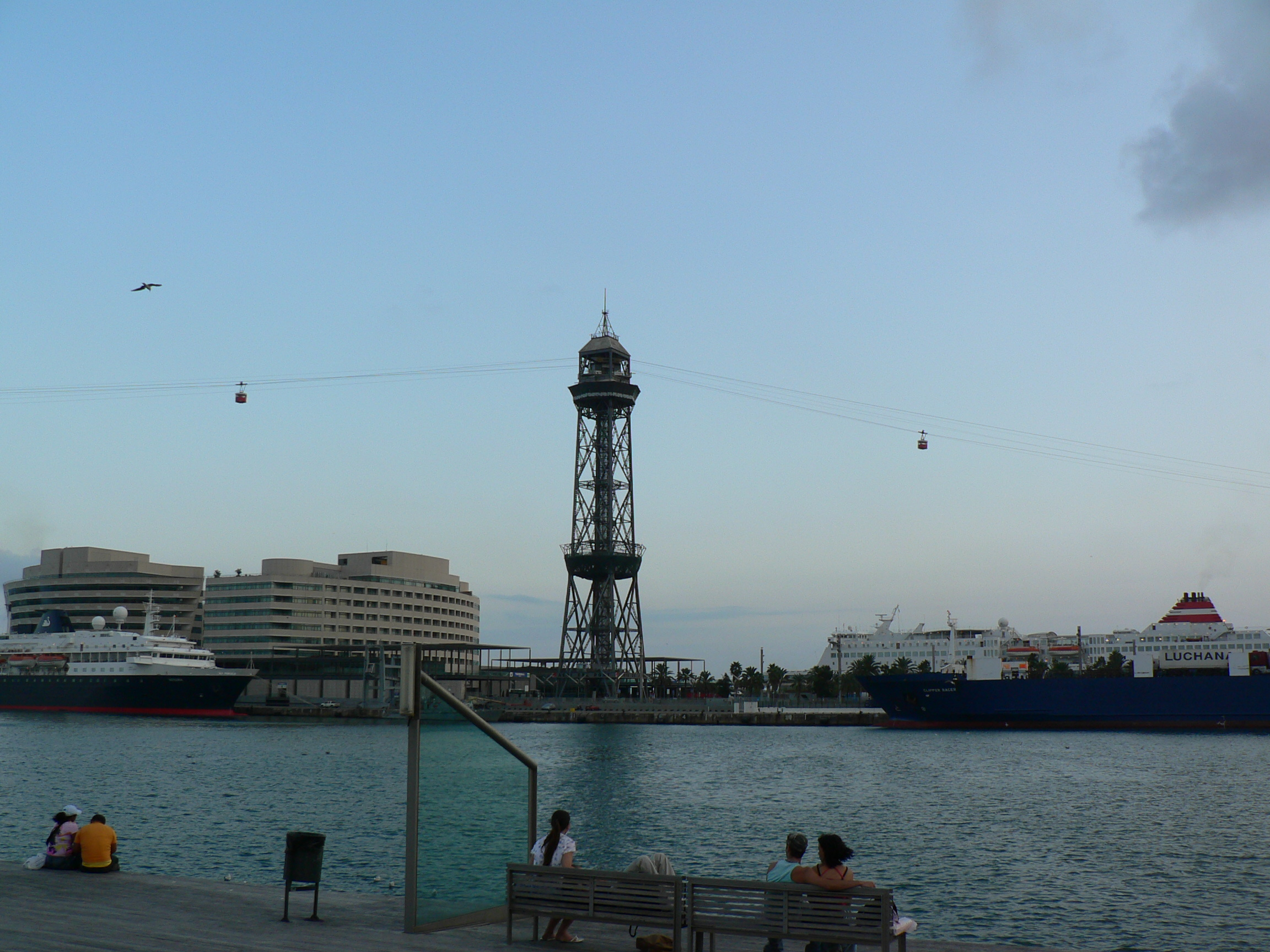
De Torre Jaume I

De kabelbaan is voor toeristische doeleinden gebouwd door het Duitse bedrijf Bleichert, dat daarvoor aangenomen is nadat zij ook de kabelbaan van Montserrat aangelegd hadden. De bouw vond plaats ter gelegenheid van de wereldtentoonstelling van 1929, ook al is de kabelbaan uiteindelijk pas in 1931 opgeleverd. In eerste instantie zijn het twee afzonderlijke kabelbanen en moet er op het middelste station, de Torre Jaume I, die midden in de haven staat, overgestapt worden. Na de Spaanse Burgeroorlog wordt de kabelbaan gesloten. Als hij in 1963 wordt heropend, wordt het hele traject in 1 keer afgelegd en stoppen de cabines niet meer in de Torre Jaume I. De kabelbaan wordt geëxploiteerd door de private onderneming Teleféricos de Barcelona S.A..
De kabels zijn opgehangen aan twee karakteristieke metalen torens die vanuit veel plekken in de stad te zien zijn. De toren aan het strand heet Torre Sant Sebastià, die in het midden van de haven heet Torre Jaume I, en de kabelbaan komt aan op de heuvel Montjuïc bij hotel en park Miramar. De baan gaat over een totale lengte van 1.303 meter, de afstand tussen beide torens is 651 meter en tussen Torre Jaume I en Miramar is 652 meter. Er hangen twee achthoekige cabines aan de kabelbaan, beide felrood geverfd met een wit dak. Deze cabines hebben een capaciteit van 24 personen. Vanuit de kabelbaan heeft men uitzicht over de stad, de haven en de stranden.